# Lucien Lacroix
Pour les articles homonymes, voir Lacroix.
Lucien-Léon Lacroix, né le 8 janvier 1855 à Reilhaguet et mort le 27 janvier 1922 à Pougues-les-Eaux dans la Nièvre, est un ecclésiastique catholique et historien français.
Évêque de Tarentaise, puis professeur à l'École pratique des hautes études, ce religieux républicain à la personnalité complexe, favorable à la laïcité tout en conservant sa foi en l’Église, incarnait le courant moderniste jusqu'à être surnommé « évêque du modernisme ». Peu après la parution de l'encyclique Pascendi, il démissionna de son épiscopat en 1907 et se consacra à l'enseignement et au journalisme. En dépit de rapports souvent tendus avec Rome, il fut nommé évêque titulaire de Vallis (de) peu avant sa mort.

## Biographie

### Formation
Né le 8 janvier 1855 à Reilhaguet et originaire d'un milieu modeste de la paysannerie, Lucien Lacroix nait dans le département du Lot avant que, lorsqu'il est âgé de sept ans, ses parents ne s'installent à Reims où son père a obtenu un poste d'employé des chemins de fer. Il entre au petit séminaire à Reims pour ses études secondaires puis, après un an au grand séminaire, rejoint le Tiers ordre enseignant des dominicains. En 1882, il reçoit sa nomination sacerdotale de l'évêque d'Albi. Il est professeur d'histoire et de rhétorique aux collèges de Saint-Brieuc dans les Côtes-du-Nord, Sorèze dans le Tarn) puis Oullins dans le Rhöne avant de quitter les dominicains en 1884 pour devenir précepteur à Paris et poursuivre des recherches historiques. Au terme de cette période, il soutient avec succès en 1891 une thèse d'histoire sur la jeunesse de Richelieu à Luçon et une thèse latine sur la philosophie politique de La Mothe Le Vayer.

### Ambition et libéralisme
Il est alors nommé aumônier du lycée Michelet de Vanves et collabore différentes publication comme le Figaro, La Vie contemporaine ou Le Correspondant. En 1894, il crée la Revue du clergé français, qu'il dirigera jusqu'en 1898, une revue destinée à la formation des prêtres qui jouera un rôle important dans les débats de la crise moderniste. 
Homme de réseaux, Lucien Lacroix se lie aux ecclésiastiques catholiques libéraux, démocrates ou modernistes comme Jules Lemire - bientôt un de ses proches -, rencontre des personnalités influentes en marge de l'Église comme Hyacinthe Loyson — prêtre excommunié pour avoir contesté la récente infaillibilité pontificale et fondateur d'une « Église gallicane » — mais aussi se rapproche de personnalités protestantes comme le théologien Paul Sabatier avec lequel il se liera d'une profonde d'amitié, tandis qu'il tisse de nombreux contacts dans le monde politique et auprès des modernistes italiens. Peu intéressé par la théologie ou l'exégèse, il semble cependant s'intéresser moins au modernisme qu'à ses défenseurs, saluant en eux l'idée d'une réforme du catholicisme afin de « reconquérir les sympathies (…) perdues » par la science
Lucien Lacroix alliait « une certaine ambition à un périlleux libéralisme » et son activité le fait remarquer par le président du conseil Pierre Waldeck-Rousseau qui le propose à l'épiscopat.

### Épiscopat et fin du Concordat
En 1901, il est consacré évêque du diocèse de Tarentaise, un des plus petits de France, devant un parterre d'intellectuels libéraux et de prêtres démocrates dans la dernière série des évêques concordataires pendant les graves tensions qui traversent la société française et l'Église de France. Anti-romain, prenant la défense des évêques républicains Pierre Geay de Laval et Albert Le Nordez de Dijon, en délicatesse avec la Curie romaine, il suscite rapidement l'opposition d'une partie du clergé savoyard et heurte les fidèles majoritairement monarchistes, tandis que les rumeurs vont bon train sur des relations et des convictions qu'il ne dissimule pas. 
À la différence de son ami l'abbé Lemire, il ne nourrit pas de préoccupations sociales et relève plutôt du « prototype du catholique d’État », fidèle en cela Richelieu sur lequel il avait fait sa thèse, ainsi que le rapporte Albert Houtin qu'il accueillera quelque temps comme secrétaire. 
En 1902, quand les congrégations enseignantes sont dissoutes et obligées à la sécularisation de leurs membres, il est un des rares évêques, avec Émile Le Camus évêque également atypique de La Rochelle, à plaider pour l'acceptation de la séparation des Églises et de l'État, contre l'avis de Rome, dans l'idée de réconcilier l'Église avec la société moderne. S'il se raidit lors de la radicalisation de la Séparation sous la présidence du conseil d'Émile Combes, il refuse pourtant de suivre ses collègues dans les pétitions en faveur des congrégations; avec quelques autres évêques, il tente d'alerter les élus de la majorité sur le danger d'une rupture du concordat qui laisserait le champ libre au Pape pour organiser l'Église de France, mais en vain. Il prend quelques distances avec Alfred Loisy qu'il avait pourtant défendu à Rome, mais ignore les avertissements du Saint-Siège et use de ses contacts dans la presse pour informer les journalistes et dénoncer l'intransigeantisme. 
À la suite de loi du 9 décembre 1905 qui met fin à la période concordataire, les hommes politiques de son département, les Assomptionnistes du diocèse - en conflit avec l'évêque - et une bonne partie de son clergé local s'allient pour le contraindre à la démission. Un mois après la promulgation de l'encyclique Pascendi, l'évêque de Tarentaise s'y résout à contrecœur le 12 octobre 1907 et se trouve remplacé par un de ses plus vigoureux opposants, Jean-Basptiste Biolley, un proche de l'Action française qui l'a dénoncé à Rome. À cette occasion, le Président du Conseil Pierre Waldeck-Rousseau lui confie qu'avec lui « disparaît un des très rares évêques qui auraient pu réconcilier l’Église avec la société moderne ».

### Enseignement
Par sa proximité avec le pouvoir, il obtient d'Aristide Briand la création d'une chaire d'« Histoire et l'organisation de l'Église catholique depuis le concile de Trente » dont il sera chargé à l'École pratique des hautes études. Il y assurera son enseignement à partir de mai 1908 jusqu'en 1919 avec un certain succès - en partie mondain - mais n'y bénéficiera cependant d'aucun avancement, sa chaire n'appartenant pas « aux cadres de l'établissement ».
Journaliste dans l'âme, il participe après sa démission à l'élaboration de nombreuses publications modernistes, souvent de manière anonyme; Houtin lui attribue entre autres des Mémoires sur la situation religieuse de la France, paru en 1916 dans la Revue chrétienne. Il vit entre Paris et Pougues-les-Eaux où il a une petite maison et où, durant la guerre, il sera aumônier d'ambulance. Il publiera encore une série de cahiers qui seront réunis sous le titre Le clergé et la guerre de 1914.
Tenu à l’écart de ses confrères évêques et de Rome, il cherchera par ailleurs l'obtention d'une charge d'évêque dans le diocèse de Paris et ce n'est que quelques semaines avant sa mort qu'il obtient de Benoît XV le siège titulaire de Vallis (de), à la suite de la détente des rapports entre les autorités françaises et le Vatican.
Resté malgré son parcours tumultueux fidèle à son sacerdoce et animé, d'après son ami Paul Sabatier, d'une foi sincère et profonde, il meurt à Pougues-les-Eaux à l'âge de 67 ans, alors qu'il préparait un cours sur Henri Lacordaire.

## Publications
- Des idées de La Motte Le Vayer sur l'éducation des princes, 1890;
- Richelieu à Luçon : sa jeunesse, son épiscopat, 1890; réédité en 1986 par l'abbé J. Prim, préfacé par Jean Guitton
- M. l'abbé Charles Perraud, sa vie et ses œuvres. Conférence faite en l'église de Saint-Ambroise le 10 mars 1892, 1892
- Yankees et Canadiens. Impressions de voyage en Amérique, 1895, 1899, 1902
- Mgr Landriot, archevêque de Reims, pendant l'occupation allemande, 1898
- La vie intime de Richelieu à Luçon, 1898
- La charité envers les enfants et les vieillards, 1903
- Monsieur Bieil, directeur de Saint-Sulpice. Notes et souvenirs, 1903
- Le discours de Jésus sur la montagne, 1904
- Catholiques et Savoyards toujours!…Conférence faite en la basilique de Montmartre le 11 juin 1905, pour l'Alliance catholique savoisienne, 1905
- Le patriotisme et nos devoirs civiques, 1906
- Rentrée des Facultés catholiques de Lyon. Conseils aux étudiants catholiques, discours prononcé à la primatiale, le 14 novembre 1906, 1906
- Du rôle de la critique dans l'histoire de l'Église. Conférence faite à la Sorbonne le 13 novembre 1908, pour l'ouverture du cours d'histoire de l'Église, 1909
- Un professeur de rhétorique. Notes et souvenirs sur M. le chanoine [Léon] Dogny, 1912
- Le clergé et la guerre de 1914, 1915-1919

### Sur Lucien Lacroix
- Christian Sorrel, Paul Sabatier et Lucien Lacroix : une amitié, un combat au cœur de la crise moderniste, in revue Franciscana, no 4, 2002, p. 1-27
- Christian Sorrel, Libéralisme et modernisme : Mgr Lacroix (1855-1922). Enquête sur un suspect, éd. Cerf, 2003
- Christian Sorrel, Lucien Lacroix et Alfred Loisy : un plaidoyer pour la liberté de la science, in Alfred Loisy cent ans après. Autour d'un petit livre, Actes du colloque international de Paris (23-24 mai 2003), éd.Brepols, Bibliothèque de l’École des hautes études, vol. 131 – série Histoire et prosopographie de la section des sciences religieuses, t. 4, 2007, p. 155-167
- Christian Sorrel, « Lacroix (Lucien Léon) » dans Dictionnaire d'histoire et de géographie ecclésiastiques, vol. XXIX., Paris, Librairie Letouzey et Ané, 2007 (ISBN 978-2-7063-0243-5), col. 1260-1266

## Sources partielles
- Christian Sorrel, article Lacroix, Lucien, in Dictionnaire du monde religieux dans la France contemporaine, éd. Beauchesne, 2003, p. 60-62, ouvrage en ligne
- (de) Irmingard Böh, article LACROIX, Lucien-Léon, in Biographisch-Bibliographisches Kirchlexicon, vol. IV, 1992, p. 950-952 article en ligne